# Aloe cremnophila
Aloe cremnophila es una especie de planta  perteneciente a la familia de los aloes. Se encuentran en Somalia.

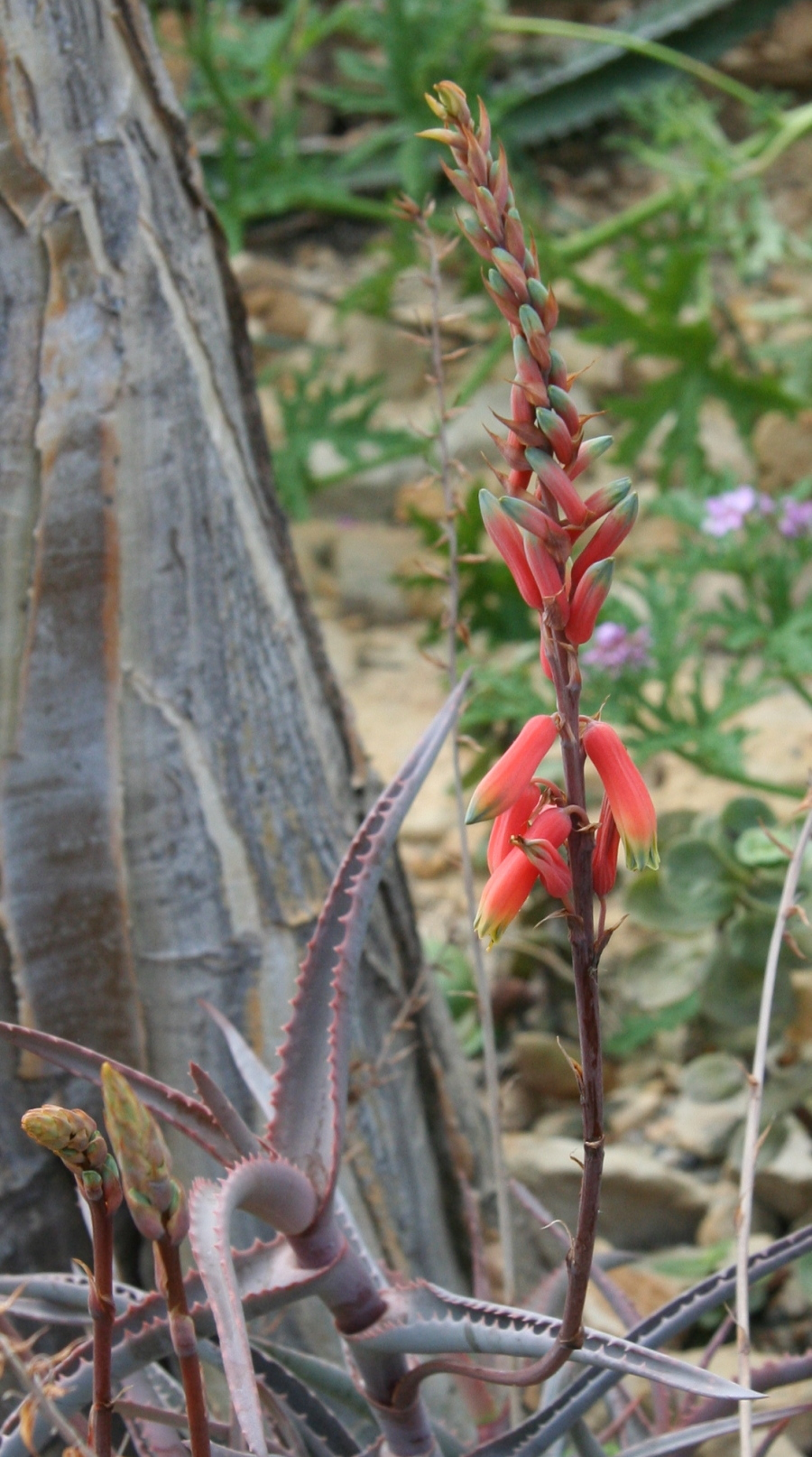
Inflorescencia

## Descripción
Es una planta solitaria con tallos que alcanzan los 40 cm de largo, ramificadox desde la base.
Las hojas de 6-8, 10-15 x 2-3 cm, de color gris-verde, sin manchas, los márgenes con dientes de color marrón claro, de 2 mm de largo. Las inflorescencias de 25-30 cm de largo, sencillas, en racimos cilíndricos-cónicos, de 12 cm de largo, bastante densas, con brácteas de 10 x 5 mm, pedicelos de 10-12 mm de largo. Las flores son rojas con la boca amarillo-verdosa.

## Taxonomía
Aloe cremnophila fue descrita por Gilbert Westacott Reynolds & Bally y publicado en Journal of South African Botany 27: 77, en el año 1961.
Etimología
Ver: Aloe
cremnophila: epíteto de las palabras griegas: kremnos = "acantilado" y  philos = "amigo" con lo que se refiere a su hábitat.